# Microcyclops varicans
Microcyclops varicans – gatunek widłonoga z rodziny Cyclopidae. Opisał go w 1863 roku norweski hydrobiolog Georg Ossian Sars, nadając mu nazwę Cyclops varicans.